# Campeonato Sul-Mato-Grossense Série B 2019
In 2019 werd het twintigste Campeonato Sul-Mato-Grossense Série B gespeeld voor voetbalclubs uit de Braziliaanse staat Mato Grosso do Sul. De competitie werd georganiseerd door de FFMS en werd gespeeld van 28 oktober tot 25 november. Pontaporanense werd  kampioen.
Aanvankelijk zouden acht teams deelnemen maar door terugtrekkingen bleven slechts drie teams over. 

## Eerste fase
| Plaats | Club           | Wed. | W | G | V | Saldo | Ptn. |
| ------ | -------------- | ---- | - | - | - | ----- | ---- |
| 1.     | Pontaporanense | 4    | 3 | 1 | 0 | 18:2  | 10   |
| 2.     | Maracaju       | 4    | 1 | 1 | 2 | 3:13  | 4    |
| 3.     | CENA           | 4    | 0 | 2 | 2 | 2:8   | 2    |

|  | Kampioen, promotie naar Série A 2020 |
|  | Promotie naar Série A 2020           |

### Kampioen
| Campeonato Sul-Mato-Grossense de 2019 - Série B |
| Mato Grosso do Sul                              |
| ----------------------------------------------- |
| PONTAPORANENSE Kampioen (1° titel)              |